# Aleksander Burski

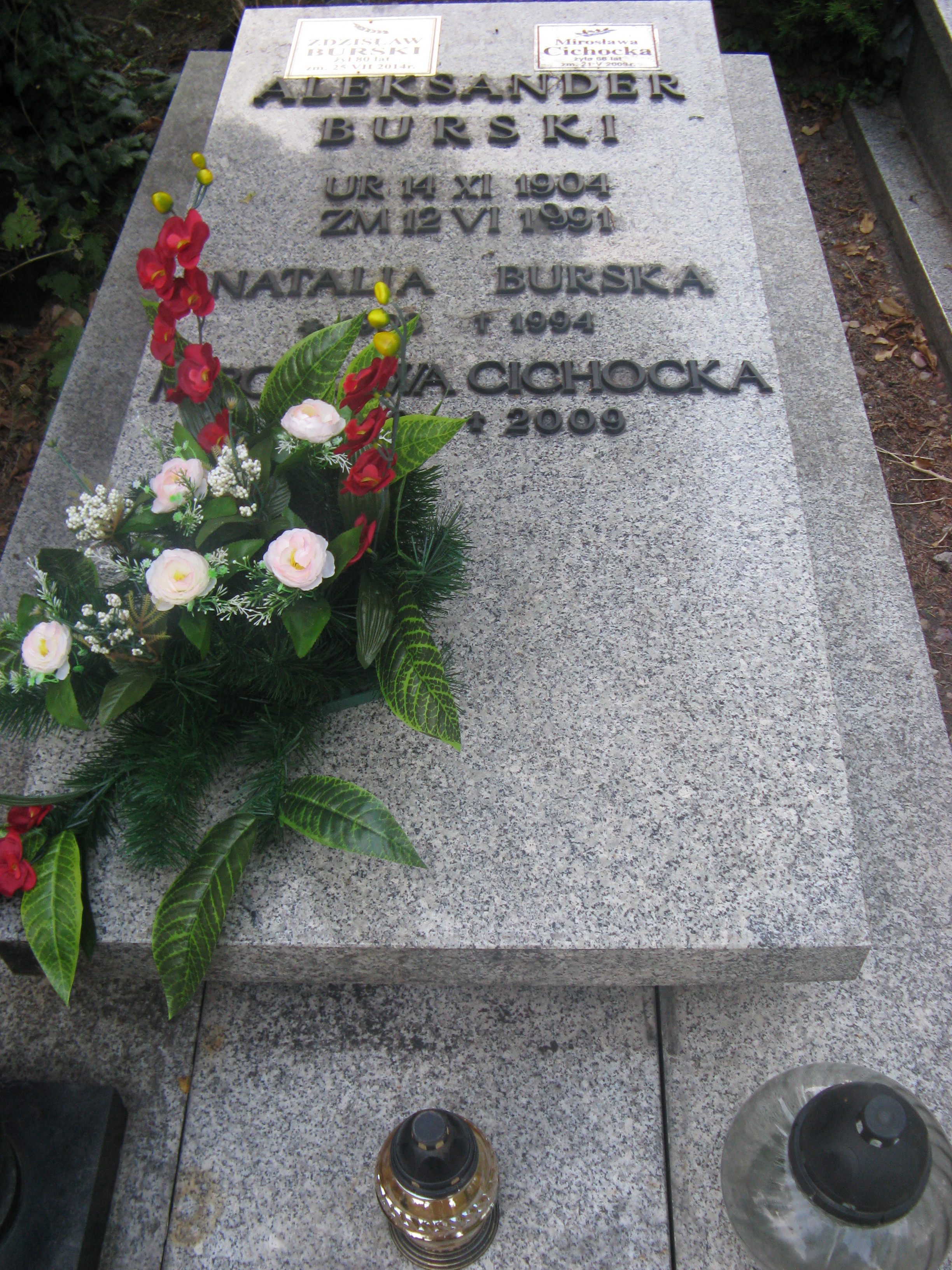
Grób Burskiego na Cmentarzu Wojskowym na Powązkach

Aleksander Burski (ur. 14 listopada 1904 w Łodzi, zm. 12 czerwca 1991) – polski tkacz, związkowiec i polityk komunistyczny. Poseł do Krajowej Rady Narodowej, na Sejm Ustawodawczy oraz na Sejm PRL II i III kadencji, w latach 1960–1968 przewodniczący Komitetu Pracy i Płac. Budowniczy Polski Ludowej.

## Życiorys
Syn Juliana i Teofili, zdobył wykształcenie średnie. Pracował w przemyśle włókienniczym. W 1923 został członkiem Związku Włókniarzy w Łodzi, następnie był członkiem Towarzystwa Uniwersytetów Robotniczych. Za działalność komunistyczną więziony w latach 1925, 1930 i 1938, w tym osadzony w obozie w Berezie Kartuskiej. Do Komunistycznej Partii Polski należał od 1927. Współpracował z Polską Partią Socjalistyczną, tworząc w Łodzi komitety dzielnicowe. W 1930 kandydował bez powodzenia do Sejmu z listy z listy Lewicy Związkowej, jako delegat robotników Fabryki Przygórskich. Działał w ruchu zawodowym na Górnym Śląsku i w Warszawie. Po wybuchu II wojny światowej uwolniony z więzienia w Łęczycy. Wyjechał do Białegostoku, gdzie pracował w zawodzie. Od 1941 w Warszawie, w 1942 wstąpił do Polskiej Partii Robotniczej i Gwardii Ludowej. W 1944 został wysłany do Okręgu Częstochowsko-Radomszczańskiego Armii Ludowej, gdzie działał do stycznia 1945.
W 1945 przewodniczący Zarządu Głównego Związku Zawodowego Pracowników Przemysłu Włókienniczego, należał do Komisji Centralnej Związków Zawodowych w od 1945 do 1949, której był zastępcą skarbnika i pełniącym obowiązki przewodniczącego. Wiceprzewodniczący Centralnej Rady Związków Zawodowych w okresie 1949–1952. Wszedł do Komitetu Wykonawczego Światowej Federacji Związków Zawodowych. W latach 1952–1954 dyrektor Bielawskich Zakładów Przemysłu Bawełnianego w Bielawie, następnie do 1958 dyrektor Zarządu Produkcji Włókienniczej, Odzieżowej i Skórzanej w Centralnym Związku Spółdzielczości Pracy, a od 1958 do 1960 wiceprezes Najwyższej Izby Kontroli.
Delegat na I i II Zjazd PPR (1945, 1948) i Kongres Zjednoczeniowy z terenu Łodzi w 1948, od kongresu członek Polskiej Zjednoczonej Partii Robotniczej. W 1945 kierownik wydziału przemysłowego Komitetu Wojewódzkiego PPR w Łodzi, był jego członkiem, jak również Komitetu Łódzkiego PZPR i jego egzekutywy. Od 1945 członek Komitetu Centralnego PPR, a od 1948 do 1952 KC PZPR. Pełnił mandat poselski do Krajowej Rady Narodowej, na Sejm Ustawodawczy oraz na Sejm PRL II i III kadencji, w KRN był przewodniczącym Komisji Pracy i Opieki Społecznej. Od 14 czerwca 1960 do 22 grudnia 1968 był przewodniczącym Komitetu Pracy i Płac w rządach Józefa Cyrankiewicza. Od 1970 prezes Rady Naczelnej Polskiego Komitetu Pomocy Społecznej. Działał także społecznie w ZBoWiD, był przewodniczącym Głównej Komisji Rewizyjnej tej organizacji.
Był żonaty z Natalią z domu Fronczak (1908–1994), mieli dzieci. Pochowany na Cmentarzu Wojskowym na Powązkach w Warszawie (kwatera HIII-4-16). 

## Odznaczenia
- Order Budowniczych Polski Ludowej (1980)[4][5]
- Order Krzyża Grunwaldu III klasy (1946)[6]
- Krzyż Oficerski Orderu Odrodzenia Polski (1946)[7]
- Medal 10-lecia Polski Ludowej (1955)[8]
- Odznaka 1000-lecia Państwa Polskiego (1966)[9]
- Brązowy Medal „Za zasługi dla obronności kraju” (1967)[10]
- Złota odznaka honorowa „Za Zasługi dla Warszawy” (1964)[11]
- Odznaka „Za Zasługi dla ZBoWiD”
- Pamiątkowy Medal z okazji 40. rocznicy powstania Krajowej Rady Narodowej (1983)[12]
- Medal „Bojownikom przeciwko faszyzmowi 1933–1945” (Niemiecka Republika Demokratyczna, 1962)[13]
- Medal jubileuszowy „Czterdziestolecia zwycięstwa w Wielkiej Wojnie Ojczyźnianej 1941–1945” (ZSRR, 1985)[14]